# Zmarli w kwietniu 2017

## Kwiecień 2017
- 30 kwietnia
  - Joseph Árpád Habsbursko-Lotaryński – węgierski arystokrata, członek domu Habsbursko-Lotaryńskiego[1]
  - Janusz Karpiński – polski nauczyciel oraz działacz podziemia niepodległościowego w czasie II wojny światowej[2]
  - Marian Mroczko – polski historyk, prof. zw. dr hab.[3]
  - Ueli Steck – szwajcarski wspinacz, alipinista i himalaista[4]
  - Jean Stein – amerykańska dziennikarka i pisarka[5][6]
  - Alojzy Szablewski – polski inżynier, działacz opozycji w okresie PRL, poseł na Sejm RP I kadencji[7]
  - Mariusz Żydowo – polski lekarz i biochemik, prof. dr hab., rektor Akademii Medycznej w Gdańsku[8]
- 29 kwietnia
  - Diego Natale Bona – włoski duchowny katolicki, biskup[9]
  - Algimantas Degutis – litewski dziennikarz[10]
  - Andrzej Ellmann – polski kompozytor, aranżer, producent i piosenkarz[11]
  - Wiktor Osiatyński – polski prawnik, pisarz, publicysta, nauczyciel akademicki, działacz społeczny[12]
  - Terry Reid – australijski rugbysta i trener[13]
- 28 kwietnia
  - Andrzej Bieńkowski – polski satyryk, poeta i dziennikarz, uczestnik powstania warszawskiego[14]
  - Edouard Mathos – środkowoafrykański duchowny katolicki, biskup[15]
  - Luis Olmo – puertorykański baseballista[16]
- 27 kwietnia
  - Vito Acconci – amerykański architekt[17]
  - Edward Chojecki – polski rolnik i polityk, poseł na Sejm PRL IX kadencji (1985–1989)[18]
  - Jan Flinik – polski  hokeista na trawie, olimpijczyk, wielokrotny mistrz Polski[19]
  - Mieczysław Gajda – polski aktor[20]
  - Abdul Hasib – afgański terrorysta, lider Państwa Islamskiego w Afganistanie[21]
  - Vinod Khanna – indyjski aktor, producent filmowy i polityk[22]
  - Irena Krzywińska – polska malarka[23]
  - Karol Syta – polski malarz i grafik[24][25]
- 26 kwietnia
  - Moïse Brou Apanga – gaboński piłkarz[26]
  - Jonathan Demme – amerykański reżyser filmowy[27]
  - Endrik Wottrich – niemiecki śpiewak operowy[28]
- 25 kwietnia
  - Marek Graniczny – polski geolog, prof. dr hab.[29]
  - Zdzisław Pietrasik – polski krytyk filmowy i teatralny, dziennikarz, publicysta[30]
  - Mieczysław Pyrcz – polski samorządowiec, działacz NSZZ „Solidarność”, burmistrz Dąbrowy Tarnowskiej (1990–1994)[31]
  - Ryszard Węgrzyn – polski gitarzysta, członek zespołu Kwadrat[32]
  - Jan Andrzej Wiśniewski – polski działacz podziemia niepodległościowego w czasie II wojny światowej, kawaler orderów[33]
- 24 kwietnia
  - Inga Ålenius – szwedzka aktorka[34]
  - Benjamin Barber – amerykański filozof, teoretyk polityki[35]
  - Łarisa Kronberg – rosyjska aktorka[36]
  - Stanisław Leszczyński – polski radiolog, prof. dr hab. n. med.[37][38]
  - Michael Mantenuto – amerykański aktor[39]
  - Robert Pirsig – amerykański pisarz, filozof[40]
- 23 kwietnia
  - Zbigniew Ciok – polski inżynier elektryk, specjalista z dziedziny elektrotechniki, profesor Politechniki Warszawskiej[41]
  - Imre Földi – węgierski sztangista[42]
  - Andrzej Grześkowiak – polski piłkarz[43]
  - Sophie Lefranc-Duvillard – francuska narciarka alpejska[44]
  - František Rajtoral – czeski piłkarz[45]
  - Ken Sears – amerykański koszykarz[46]
- 22 kwietnia
  - Jerzy Czubała – polski piłkarz i hokeista[47]
  - Hubert Dreyfus – amerykański filozof[48]
  - William Hjortsberg – amerykański pisarz i scenarzysta[49]
  - Lidia Klat-Wertelecka – polska prawnik, profesor nadzwyczajny Uniwersytetu Wrocławskiego i Uniwersytetu Opolskiego[50]
  - Erin Moran – amerykańska aktorka[51]
  - Attilio Nicora – włoski duchowny katolicki, kardynał[52]
  - Maria Oleś – polska psycholog, profesor Katolickiego Uniwersytetu Lubelskiego Jana Pawła II[53]
  - Stanisław Przestalski – polski biofizyk, prof. dr hab.[54]
  - Witold Pyrkosz – polski aktor[55]
  - Gustavo Rojo – urugwajski aktor[56]
  - Michele Scarponi – włoski kolarz szosowy[57]
  - Stefan Sutkowski – polski muzykolog, oboista, twórca Warszawskiej Opery Kameralnej[58]
  - José Utrera Molina – hiszpański prawnik i polityk[59]
  - Andrzej Zgorzelski – polski anglista, profesor nauk humanistycznych[60]
- 21 kwietnia
  - Andrzej Biedrzycki – polski piłkarz[61]
  - Ugo Ehiogu – angielski piłkarz[62]
  - Sandy Gallin – amerykańska producentka muzyczna, promotor talentów, zdobywczyni nagrody Emmy[63]
  - Andrzej Heller – polski piłkarz[64]
  - Barbara Jurewicz – polska aktorka[65][66]
  - Henryk Kraszewski – polski działacz podziemia niepodległościowego w czasie II wojny światowej, kawaler orderów[67]
  - Karol Wyszomirski – polski samorządowiec i biolog, działacz NSZZ „Solidarność”, burmistrz Słupcy (1990–1998)[68]
- 20 kwietnia
  - Magdalena Abakanowicz – polska rzeźbiarka[69]
  - Ryszard Janusz Baj – polski działacz samorządowy i dziennikarz[70]
  - Jay Dickey – amerykański polityk Partii Republikańskiej[71]
  - Roberto Ferreiro – argentyński piłkarz[72]
  - Cuba Gooding Sr. – amerykański piosenkarz soulowy, aktor; ojciec Cuby Goodinga Jr.[73]
  - Lawrence Joseph Hogan – amerykański polityk Partii Republikańskiej[74]
  - Germaine Mason – jamajski lekkoatleta w drugiej części kariery reprezentujący Wielką Brytanię, skoczek wzwyż[75]
  - Ad Oele – holenderski polityk i inżynier, deputowany krajowy i europejski[76]
  - Zdzisław Sośnicki – polski dyplomata, ambasador[77]
  - Tadeusz Śliwiński – polski specjalista w dziedzinie teorii i projektowania maszyn elektrycznych, prof. dr inż.[78]
- 19 kwietnia
  - Nikołaj Andruszczenko – rosyjski dziennikarz[79][80]
  - Antun Bogetić – chorwacki duchowny katolicki, biskup Poreč i Pula[81]
  - Dick Contino – amerykański akordeonista i piosenkarz[82]
  - Tom Fleming – amerykański maratończyk[83]
  - Aaron Hernandez – amerykański futbolista skazany na dożywocie za morderstwo[84]
  - Anatolij Karaś – ukraiński scenarzysta i dokumentalista[85]
- 18 kwietnia
  - Benedykt Augustyniak – polski wioślarz, olimpijczyk z Rzymu, działacz sportowy[86]
  - Augustin Bubník – czechosłowacki hokeista, medalista olimpijski, więzień polityczny i polityk[87]
  - Gordon Langford – brytyjski kompozytor muzyki klasycznej[88]
  - Yvonne Monlaur – francuska aktorka[89]
  - Oleg Zakirow – polski prawnik pochodzenia uzbeckiego, major KGB, publicysta[90]
- 17 kwietnia
  - Jeremiasz (Anchimiuk) – polski arcybiskup prawosławny, ordynariusz diecezji wrocławsko-szczecińskiej, rektor ChAT, prezes Polskiej Rady Ekumenicznej[91]
  - Matt Anoaʻi – samoański zawodowy zapaśnik[92]
  - Dawson Mathis – amerykański polityk Partii Demokratycznej[93]
  - Stanisław Szura – polski samorządowiec, burmistrz Gorlic (1992–1998)[94]
- 16 kwietnia
  - Michael Bogdanov – walijski reżyser teatralny[95]
  - Jolanta Dąbkowska-Zydroń – polska teoretyczka kultury i sztuki, prof. dr hab.[96]
  - Allan Holdsworth – brytyjski muzyk jazzowy i rockowy, wirtuoz gitary; członek m.in. zespołu Level 42[97]
  - Piotr Komorowski – polski aktor niezawodowy[98]
  - Spartaco Landini – włoski piłkarz[99]
  - Augustyn Leśniak – polski historyk i regionalista[100]
  - Henryk Sakwerda – polski kaligraf i typograf[101]
- 15 kwietnia
  - Amílcar Henríquez – panamski piłkarz[102]
  - Matt Holt – amerykański wokalista, członek zespołu Nothingface[103]
  - Clifton James – amerykański aktor[104]
  - Zygmunt Jasiński – polski specjalista w dziedzinie biologii rozrodu pszczół, prof. dr hab.[105]
  - Emma Morano – włoska superstulatka, najstarsza osoba na świecie[106]
  - Sylvia Moy – amerykańska autorka piosenek, producent muzyczny[107]
  - Mirosław Pietrucha – polski menedżer i nauczyciel, radny powiatu poddębickiego[108]
  - Zofia Świdrak – polska działaczka kulturalna[109]
- 14 kwietnia
  - Bruce Langhorne – amerykański muzyk folkowy[110]
  - Hein-Direck Neu – niemiecki dyskobol[111]
  - Aleksander Ogłoblin – polski lekkoatleta i działacz sportowy[112]
  - Tadeusz Orlik – polski specjalista z zakresu melioracji, prof. dr hab. inż.[113]
- 13 kwietnia
  - Michał Hydzik – polski duchowny zielonoświątkowy, prezbiter naczelny Kościoła Zielonoświątkowego w RP w latach 1988–2000[114][115]
  - Nona Liddell – brytyjska skrzypaczka[116]
  - Barbara Rakowska – polski algolog, prof. dr hab.[117]
  - Georges Rol – francuski duchowny katolicki, biskup[118]
  - Robert Taylor – amerykański informatyk, pionier internetu[119]
- 12 kwietnia
  - Eugeniusz Bilski – polski specjalista hodowli roślin, prof. dr hab.[120][121]
  - Stanisław Możejko – polski działacz samorządowy[122]
  - Charles Q. Murphy – amerykański aktor, pisarz, komik i scenarzysta[123]
  - Tomasz Otmianowski – polski specjalista z zakresu budowy i eksploatacji maszyn, prof. dr hab.[124][125]
- 11 kwietnia
  - Michael Ballhaus – niemiecki operator filmowy[126]
  - Edward Francis – indyjski duchowny katolicki, biskup[127]
  - J. Geils – amerykański gitarzysta[128]
  - José Gurruchaga Ezama – peruwiański duchowny katolicki, salezjanin, biskup[129]
  - Halina Pilawska – polska działaczka samorządu lekarskiego, prof. dr hab. n. med.[130]
  - Margit Schumann – wschodnioniemiecka saneczkarka[131]
  - Toby Smith – brytyjski klawiszowiec, członek zespołu Jamiroquai[132]
  - Lucyna Turek-Kwiatkowska – polska historyk, archiwista, dyrektor Archiwum Państwowego w Szczecinie, nauczyciel akademicki[133]
  - Mark Wainberg – kanadyjski mikrobiolog[134]
  - Jan Woronko – polski działacz kulturalny, dyrektor Teatru Lalka w Warszawie w latach 1988–2016[135]
- 10 kwietnia
  - Giwi Berikaszwili – gruziński aktor[136]
  - Mirosława Bobrowska – polska folklorystka[137]
  - Linda Hopkins – amerykańska aktorka, piosenkarka gospel[138]
  - Maria Kulczyńska-Suchocka – polska prawniczka i działaczka społeczna[139]
  - Ryszard Pawełczyk – polski chemik, dr hab. inż.[140]
  - Janusz Rzońca – polski samorządowiec i przedsiębiorca, naczelnik i burmistrz Iłży (1998–2006)[141]
- 9 kwietnia
  - Carme Chacón – hiszpańska prawniczka, polityk, minister mieszkalnictwa oraz obrony[142]
  - Peter Hansen – amerykański aktor[143]
  - Dieter Kottysch – niemiecki bokser, mistrz olimpijski z 1972 roku[144]
- 8 kwietnia
  - Alicia Appleman-Jurman – autorka pamiętników żydowskiego pochodzenia[145]
  - Maria Fabrizia Baduel Glorioso – włoska polityk i działaczka związkowa, eurodeputowana I kadencji[146]
  - Wiesław Czyż – polski fizyk, prof. dr hab.[147]
  - Hubert Fiałkowski – polski zawodnik i trener piłkarski[148]
  - Al Golin – amerykański specjalista public relations[149]
  - Gieorgij Grieczko – radziecki kosmonauta[150]
  - Jerzy Kuźmienko – polski architekt[151]
  - Park Nam-ok – koreańska reżyserka filmowa[152]
  - Tadeusz Ostaszewski – polski publicysta, dziennikarz i pisarz tworzący powieści kryminalne i sensacyjne[153]
  - Sławomir Wojtulewski – polski lekarz, działacz i dziennikarz sportowy[154]
- 7 kwietnia
  - Relja Bašić – chorwacki i jugosłowiański aktor[155]
  - Tim Pigott-Smith – brytyjski aktor[156]
  - Adam Tomanek – polski dziennikarz radiowy[157]
  - Zbigniew Wrocławski – polski konstruktor, Honorowy Obywatel Miasta Pionki[158]
- 6 kwietnia
  - Andrzej Baran – polski piłkarz[159]
  - Bob Cerv – amerykański baseballista[160]
  - Zdzisław Dziubek – polski lekarz, prof. dr hab.[161]
  - Newton Holanda Gurgel – brazylijski duchowny katolicki, biskup[162]
  - Anna Makowska – polska specjalistka protetyki, profesor Śląskiego Uniwersytetu Medycznego w Katowicach[163]
  - Michael McPartland – brytyjski duchowny katolicki, misjonarz, prefekt apostolski Falklandów i Superior Wyspy Świętej Heleny, Wyspy Wniebowstąpienia i Tristan da Cunha[164]
  - Hugh Montgomery – amerykański dyplomata i oficer wywiadu[165][166]
  - David Peel – amerykański gitarzysta rockowy[167]
  - Don Rickles – amerykański aktor[168]
  - Jerzy Vetulani – polski psychofarmakolog, neurobiolog, biochemik[169].
- 5 kwietnia
  - Attilio Benfatto – włoski kolarz[170]
  - Arthur Bisguier – amerykański szachista i dziennikarz[171]
  - Grzegorz Ciembroniewicz – polski nauczyciel kung fu[172]
  - Olga Johann – polska psycholog, polityk, działaczka społeczna[173]
  - Julian Klukowski – polski brydżysta, Arcymistrz Światowy (PZBS)[174]
  - Paul O’Neill – amerykański kompozytor, producent muzyczny i autor piosenek[175]
  - Tim Parnell – brytyjski kierowca wyścigowy[176]
- 4 kwietnia
  - Bolesław Gromnicki – polski aktor, piosenkarz i parodysta[177]
  - Clóvis Frainer – brazylijski duchowny katolicki, kapucyn, arcybiskup[178]
  - Karol Lewkowicz – polski działacz społeczności żydowskiej, przewodniczący Gminy Wyznaniowej Żydowskiej we Wrocławiu[179]
  - Andrzej Ryżyński – polski inżynier, rektor Politechniki Poznańskiej[180]
  - Giovanni Sartori – włoski teoretyk polityki[181]
  - Małgorzata Semczuk-Jurska – polska slawistka, profesor Uniwersytetu Warszawskiego[182][183]
  - Karl Stotz – austriacki piłkarz[184]
- 3 kwietnia
  - Kishori Amonkar – indyjska wokalistka[185]
  - Józef Marian Pastuszka – polski działacz podziemia niepodległościowego w czasie II wojny światowej oraz powojennego podziemia antykomunistycznego[186]
  - Roy Sievers – amerykański baseballista[187]
  - Lucyna Stetkiewicz – polski socjolog, dr hab.[188]
- 2 kwietnia
  - Franciszek Polikarp Bulik – polski samorządowiec, burmistrz Wołomina (1990–1994)[189]
  - Andrij Fedotow – ukraiński wokalista i puzonista, członek zespołu Perkałaba[190]
  - Juliusz Garztecki – polski tłumacz, żołnierz Armii Krajowej, współpracownik aparatu bezpieczeństwa PRL[191]
  - Ravivimal Jaywardene – cejloński strzelec sportowy[192]
  - Eugeniusz Kołota – polski specjalista w dziedzinie nauk rolniczych, prof. dr hab[193]
  - Piotr Koper – polski pilot komunikacyjny i sportowy[194]
  - Bronisław Porębski – polski trener i sędzia narciarski[195]
  - Jan Żurawski – polski taternik[196]
- 1 kwietnia
  - Zygmunt Błażejewicz – polski żołnierz, weteran II wojny światowej[197]
  - Lonnie Brooks – amerykański piosenkarz i gitarzysta bluesowy[198]
  - Antonio Ciliberti – włoski duchowny katolicki, arcybiskup[199]
  - Eliasz (Saliba) – syryjski biskup prawosławny[200]
  - Gösta Ekman – szwedzki aktor i reżyser[201]
  - Edmund Homa – polski architekt, projektant wzornictwa przemysłowego i architektury wnętrz, profesor Akademii Sztuk Pięknych w Gdańsku[202]
  - Jewgienij Jewtuszenko – radziecki i rosyjski poeta, reżyser i scenarzysta filmowy[203]
  - Ikutaro Kakehashi – japoński inżynier, założyciel przedsiębiorstwa Roland Corporation[204]
  - Stanisław Małysiak – polski duchowny rzymskokatolicki, partyzant Armii Krajowej[205]
  - Louis Sarno – amerykański muzykolog i pisarz[206]